# Acidaliastis mixta
Acidaliastis mixta är en fjärilsart som beskrevs av Louis Beethoven Prout 1930. Acidaliastis mixta ingår i släktet Acidaliastis och familjen mätare. Inga underarter finns listade i Catalogue of Life.